# Polyommatus melanius
Polyommatus melanius is een vlinder uit de familie van de Lycaenidae. De wetenschappelijke naam van de soort is voor het eerst gepubliceerd door Otto Staudinger.